# 世田谷区立尾山台小学校
世田谷区立尾山台小学校（せたがやくりつ おやまだいしょうがっこう）は、東京都世田谷区にある公立小学校。

## 沿革
- 1938年
  - 1月18日 - 創立（児童数248名）。
  - 5月28日 - 創立記念日。
- 1944年8月21日 - 新潟県湯沢に疎開。
- 1947年1月20日 - 学校給食開始。
- 1952年4月5日  - 九品仏小に分離（児童数284名）。
- 1956年9月1日  - 等々力小に分離（児童数158名）。
- 1957年2月22日 - 校歌制定発表。
- 1958年4月1日 - 分校設置。
- 1961年
  - 4月1日 - 分校が玉堤小学校として独立、区研究協力校（社会科）。
  - 7月18日 - プール竣工。
- 1964年12月10日 - 東京都準健康優良校の表彰。
- 1966年3月9日  - 改築鉄筋校舎落成（第一期）。
- 1968年
  - 5月26日 - 創立30周年記念運動会開催。
  - 3月3日 - 鉄筋校舎落成。
- 1973年
  - 5月25日 - 創立35周年と校舎改築落成の両記念式挙行。
  - 9月10日 - 校庭舗装・スプリンクラー新設。
- 1976年
  - 4月27日 - 西側校舎落成（第四期）。
  - 7月16日 - トンネル山開き。
- 1978年5月26日 - 創立40周年記念式典挙行。
- 1983年
  - 5月27日 - 創立45周年記念式典挙行。
  - 8月31日 - 校庭改修・造形砂場・飼育小屋完成。
- 1985年2月2日 - 学校園新設。
- 1986年7月11日 - 窓枠交換工事・外部塗装（東側校舎）。
- 1987年
  - 6月21日 - 尾山台小学校同窓会設立総会。
  - 8月29日 - 校舎硬化ガラス・校庭フェンス完成。
- 1988年
  - 7月20日 - 東側校舎内部改装・全教室ファンヒーター取付。
  - 11月12日 - 創立50周年記念式典挙行し、祝賀会開催。
- 1990年
  - 3月8日 - プール改装工事。
  - 9月10日 - 外壁塗装・屋上防水工事（西側校舎）。給食室改装工事。
- 1991年
  - 9月30日 - 体育館内外改修完成。
  - 10月18日 - 西側校舎大規模内部改修。
- 1996年
  - 4月1日 - 機械警備開始。
  - 5月6日 - BOP開始。
  - 9月30日 - 中央トイレ改修工事。
- 1998年11月21日 - 創立60周年記念式典挙行し、祝賀会開催。
- 1999年12月10日 - アスレチック全面改修。
- 2000年
  - 3月3日 - 給食用生ゴミ処理機設置。
  - 8月28日 - 校庭全面改修工事。
- 2001年6月20日 - けやき学級エアコン設置。
- 2002年4月1日 - 学校週5日制開始。新BOP開設・西側校舎内改修完成。
- 2003年5月27日 - 創立65周年記念集会開催。
- 2005年
  - 4月24日 - おやまだいスポーツひろば開始。
  - 8月31日 - 中央校舎外壁防水工事。ランチルーム1教室を普通教室に改修。
- 2006年
  - 3月31日 - 3階防災倉庫を普通教室に改修。
  - 9月29日 - 耐震補強工事。
  - 12月14日 - プール改修工事。
- 2007年
  - 1月15日 - 屋上防水工事。
  - 2月28日 - 空調機設置工事。
  - 3月20日 - 掲揚ポール取替工事。
  - 3月30日 - 階段手摺設置工事（1～2階）。
- 2008年
  - 1月10日 - プール更衣室等改修工事。
  - 4月1日 - 校帽変更。
  - 6月16日 - 各階廊下・全階段・各昇降口の壁面塗装工事。
  - 7月19日 - 体育館内部・床改修工事。
  - 10月29日 - 創立70周年記念集会開催。
  - 11月1日 - 創立70周年記念式典挙行し、祝賀会開催。
- 2010年3月4日 - PTAより大型ストーブ2台寄贈。
- 2011年
  - 5月9日 - 「翠と溪の学び舎」発足式。
  - 7月28日 - PTAより廊下に時計6台寄贈。
- 2012年
  - 2月19日 - 学校協議会事業「おやまだいスポーツ・文化ひろば」終了。
  - 2月25日 - 総合型地域スポーツクラブ「翠と溪のスポーツ・文化クラブ」発足の会。
  - 3月19日 - この日から3月21日まで、プール改修工事。
  - 4月4日 - 犬走り改修工事。
- 2013年4月 - 地域運営学校の指定を受ける。
- 2013年8月 - けやき学級教室改修工事。
- 2014年
  - 4月 - スポーツ教室（モンジュニ）発足。
  - 7月 - 西棟校舎外壁工事。
- 2015年
  - 6月 - 朝スポ開始。
  - 9月 - 東棟校舎、体育館、外壁工事完成。
- 2016年3月 - 普通学級増設工事。
- 2018年10月 - 創立80周年記念式典挙行し、祝賀会開催。
- 2020年4月 - 東京都オリンピック・パラリンピック教育アワード校（顕彰校）。
- 2021年4月 - 東京都オリンピック・パラリンピック教育アワード校（顕彰校）。東京都オリンピック・パラリンピック教育推進校

## 教育目標
- 1.すすんで学ぶ子
- 2.あかるい心をもつ子
- 3.じょうぶな体をつくる子
- 4.なかよく力をあわせる子

## 学校行事
4月
- 入学式・始業式・1年生を迎える会・離任式

5月
- 創立記念日

6月

7月
- 終業式

8月
- 夏季休業日

9月
- 始業式

10月
- 世田谷区立小学校連合運動会

11月
12月
- 終業式

1月
- 始業式

2月
3月
- 6年生を送る会・修了式・卒業式

## 通学区域
- 東京都世田谷区
  - 尾山台3丁目（全域）
  - 等々力2丁目（1-30番・34-38番）
  - 等々力4丁目（1-17番）
  - 等々力5丁目（1-18番）

## 進学先中学校
出典
- 世田谷区立尾山台中学校

## 交通アクセス
- 東急電鉄大井町線尾山台駅より、徒歩5分。
- 東急バス「園01」系統で、東京都市大北入口停留所より、徒歩3分。

## 著名な出身者
- 井上輝彦（作詞家、作曲家[注 1]、音楽プロデューサー）